# مسجد شماره ۷

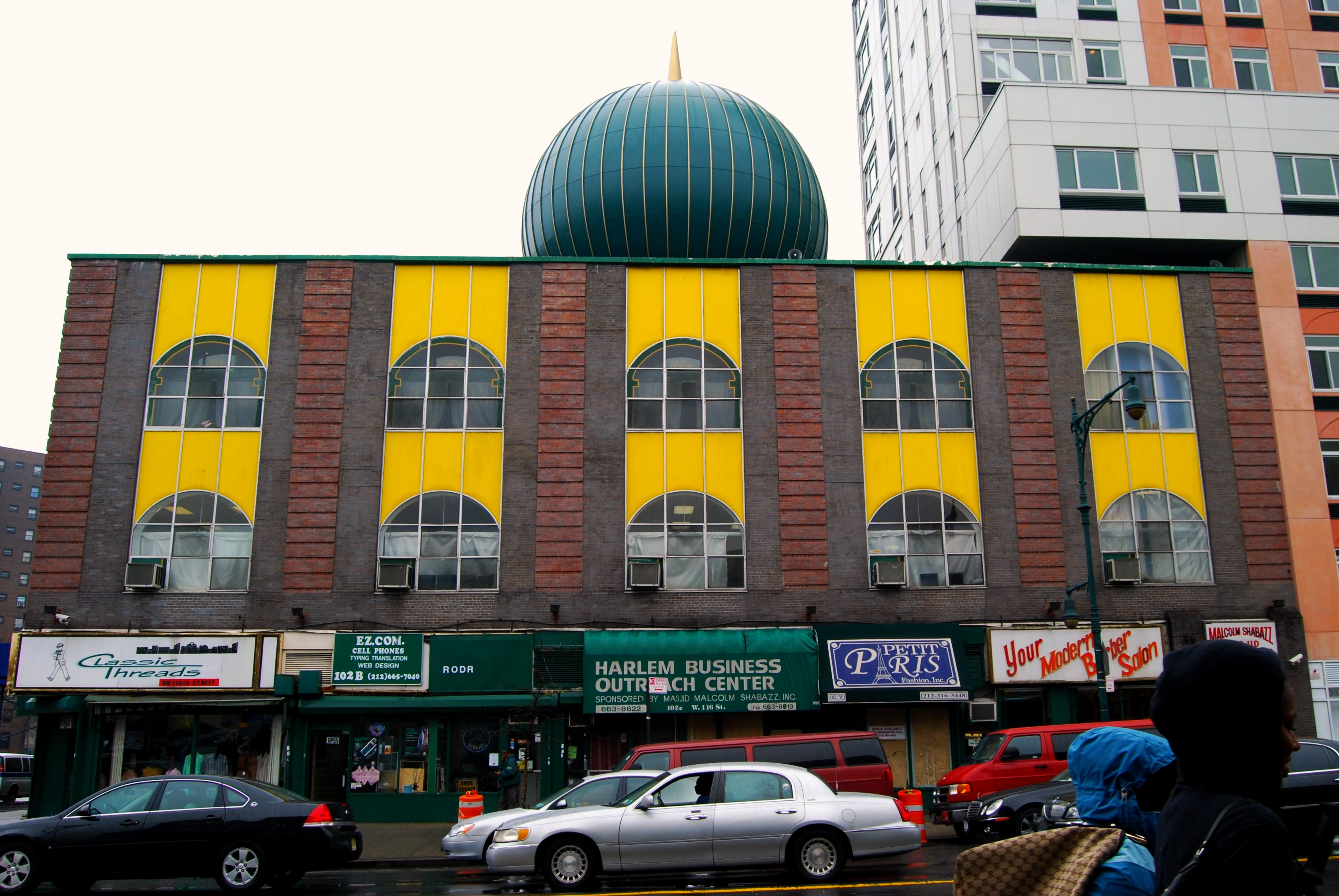
Malcolm Shabazz Mosque No. 7 in a 2009 photograph

مسجد شماره ۷ (انگلیسی: Mosque No. 7) مسجدی در نیویورک است.